# Károly Aggházy
Károly Aggházy (hongarès: Aggházy Károly)  (Pest, 30 d'octubre de 1855 - Budapest, 8 d'octubre de 1918) fou un pianista i compositor hongarès, germà del pintor Gyula Aggházy.
Va començar a tocar el piano als 8 anys. El seu professor fou István Bartalus, després va estudiar durant 3 anys a l'Escola Nacional de Música (Nemzeti Zenede, actual conservatori Bartók, escola de la Universitat de Música Franz-Liszt) i ja va publicar un cànon. El 1870, va acabar els estudis al Conservatori de l'Associació Filharmònica (Zenekedvelők Egyesülete), on va aprendre teoria amb Bruckner, i on se li va atorgar per unanimitat una medalla d'or al final del seu segon any.
Des de 1874, va ser alumne de Liszt durant tres anys a Budapest i, després d'haver obtingut una beca Liszt, va marxar l'octubre de 1878 a París, on va organitzar concerts amb Jenő Hubay. A la primavera de 1879, va actuar a Londres als concerts de St James's Hall de Julius Benedict i, el 1881, va posar a premsa a Algèria les obres que van quedar en forma d'esbossos de Vieuxtemps, mort recentment. Tornant a Hongria via Itàlia, es va convertir en professor a l'Escola Nacional de Música, però amb un sou baix. Finalment, el mateix Franz Liszt es va ocupar de fer-lo contractar com a professor de piano al conservatori Stern de Berlín amb un sou set vegades superior. Tres anys després, es va convertir en professor a l'acadèmia de música de Kullak (Neue Akademie der Tonkunst).
A principis de 1889, va donar un concert a Budapest i, a l'estiu següent, es va establir definitivament com a professor a l'Escola Nacional de Música i al Conservatori de l'Associació Filharmònica, on entre els seus alumnes tingué a Franz (Ferenc) Weisz. El 1891 i el 1892 fou també tutor de l'Òpera Reial d'Hongria.

## La seva obra
És més conegut per les seves peces de piano de les quals emana distinció i calidesa. S'uneixen una llengua hongaresa, sota la influència francesa, al barroc inclou estilístics, i fan que el vincle entre Liszt i música hongaresa del segle xx. Choudens va publicar a París un gran nombre, i també a Berlín per Bote & Bock, després Kahnt, i a Mainz per Schott. El seu quartet de corda (op. 25) va ser publicat per Durdilly a París.
Va compondre per a orquestra:
- simfonia
- ball hongarès
- la música de peces populars de gènere donades a Népszínház Szép leányok de Gergely Csiky (1880, amb Jenő Hubay) i Borzáné Marcsája de Tihamér Balogh (1882)[2]
- A mdvészet diadala, pantomima, op. 28 (1894?)
- Maritta, a korsós madonna, òpera en 2 actes (1895, estrena el 1897 a l'Òpera de Budapest)
- A ravennai nász, òpera en 2 actes (1908, no escenificada).[5]

En les seves òperes no va poder deslligar-se de la influència de Richard Wagner.